# Ostoros
Ostoros là một thị trấn thuộc hạt Heves, Hungary. Thị trấn này có diện tích 23,51 km², dân số năm 2010 là 2682 người, mật độ 114 người/km².